# Sōmon

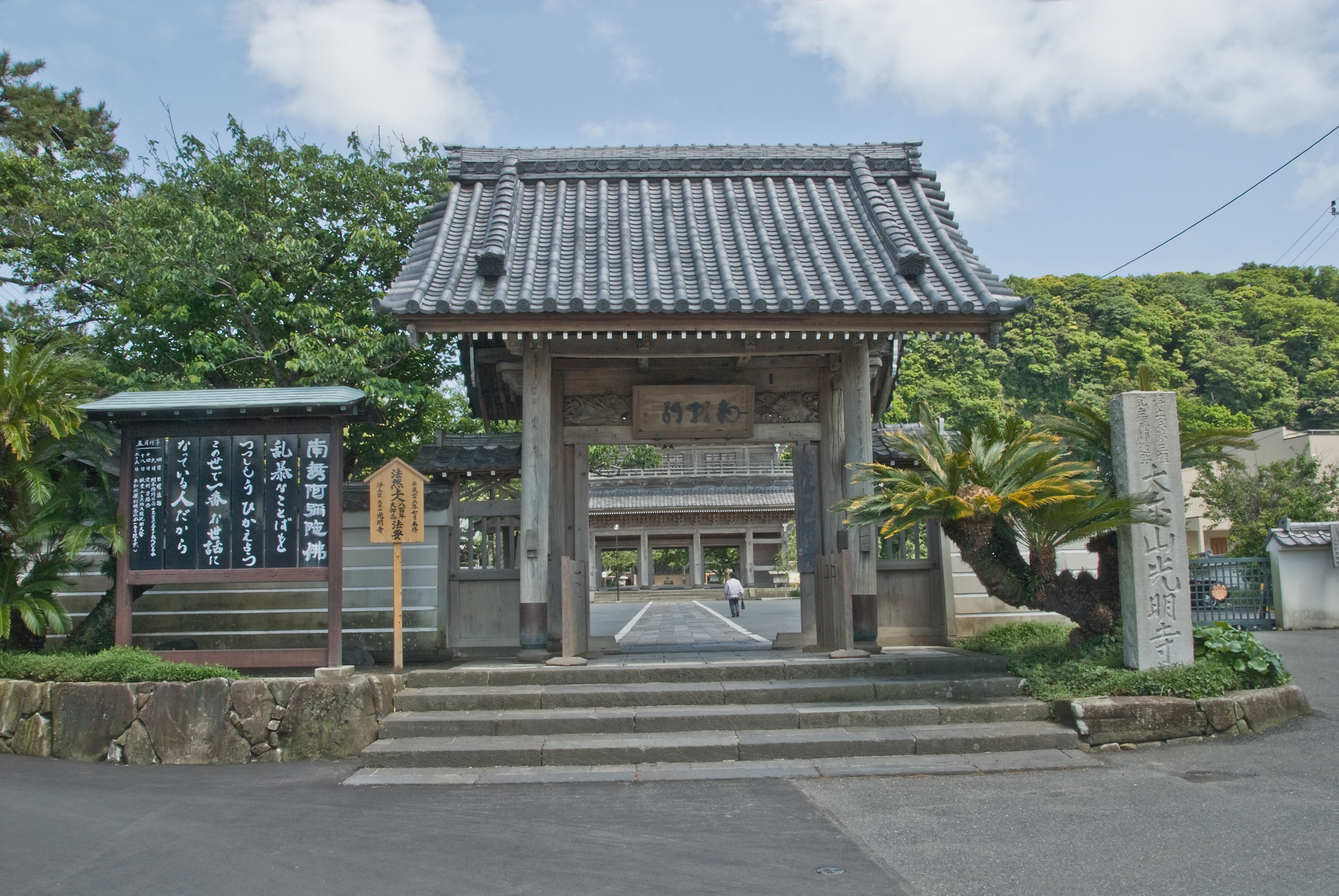
Exemple de sōmon.

Le sōmon (総門, lit. « porte principale ») est le portail se trouvant à l'entrée des temples bouddhistes au Japon. Il précède souvent le sanmon, plus grand et plus important.